# Chondrosia plebeja
Chondrosia plebeja är en svampdjursart som beskrevs av Schmidt 1868. Chondrosia plebeja ingår i släktet Chondrosia och familjen Chondrillidae. Inga underarter finns listade i Catalogue of Life.